# Lipprechterode
Lipprechterode é um município da Alemanha localizado no distrito de Nordhausen, estado da Turíngia.
A Erfüllende Gemeinde (português: municipalidade representante ou executante) do município de Lipprechterode é a cidade de Bleicherode.